# Copa Mundial de Fútbol Sub-20 de 1999
La Copa Mundial de Fútbol Sub-20 de 1999 fue la duodécima edición del campeonato mundial juvenil organizado por la FIFA y se jugó entre el 3 y el 24 de abril en Nigeria. Después de tres ediciones donde Sudamérica había logrado supremacía, España logra su primer título juvenil derrotando a un sorprendente Japón. Por otro lado, un aún más sorprendente Malí derrota a Uruguay en la definición por el tercer puesto.

## Sedes
| Nigeria                         | Nigeria                                                   | Nigeria             | Nigeria |
| Lagos                           | Kaduna                                                    | Ibadán              |         |
| ------------------------------- | --------------------------------------------------------- | ------------------- | ------- |
| Estadio Nacional                | Estadio Ahmadu                                            | Estadio Liberty     |         |
| Capacidad: 45 000               | Capacidad: 16 500                                         | Capacidad: 40 000   |         |
|                                 |                                                           |                     |         |
| Enugu                           | Lagos Kaduna Ibadán Enugu Kano Bauchi Calabar P. Harcourt | Kano                |         |
| Estadio Nnamdi Azikiwe          | Lagos Kaduna Ibadán Enugu Kano Bauchi Calabar P. Harcourt | Estadio Sani Abacha |         |
| Capacidad: 22 000               | Lagos Kaduna Ibadán Enugu Kano Bauchi Calabar P. Harcourt | Capacidad: 18 000   |         |
|                                 | Lagos Kaduna Ibadán Enugu Kano Bauchi Calabar P. Harcourt |                     |         |
| Bauchi                          | Calabar                                                   | Port Harcourt       |         |
| Estadio Abubarkar Tafawa Balewa | Estadio U. J. Esuene                                      | Estadio Liberación  |         |
| Capacidad: 15 000               | Capacidad: 16 000                                         | Capacidad: 25 000   |         |
|                                 |                                                           |                     |         |

## Proceso de Clasificación
Además del anfitrión Nigeria, 23 equipos clasificaron a la fase final del torneo a través de los torneos realizados por cada una de las restantes seis confederaciones.
- Un equipo de Oceanía clasificó en el Campeonato Sub-20 de la OFC 1998 disputado en Samoa.
- Cuatro equipos de Centro y Norteamérica clasificaron en el Torneo Sub-20 de la Concacaf 1998. que se realizó en dos grupos, el primero en Guatemala y el segundo en Trinidad y Tobago.
- Cuatro equipos asiáticos clasificaron en el Campeonato Juvenil de la AFC 1998 disputado en Tailandia.
- Cuatro equipos africanos clasificaron en el Campeonato Juvenil Africano de 1999 disputado en Ghana.
- Cuatro equipos sudamericanos clasificaron en el Campeonato Sudamericano Sub-20 de 1999 disputado en Argentina.
- Seis representantes europeos clasificaron en el Campeonato Europeo Sub-18 1998 disputado en Chipre.

En cursiva, los debutantes en la Copa Mundial de Fútbol Sub-20.
| Clasificatorias | Clasificatorias | Clasificatorias | Clasificatorias | Clasificatorias | Clasificatorias |
| --------------- | --------------- | --------------- | --------------- | --------------- | --------------- |
| CAF             | AFC             | UEFA            | Concacaf        | OFC             | Conmebol        |

| Equipos participantes | Equipos participantes | Equipos participantes | Equipos participantes |
| --------------------- | --------------------- | --------------------- | --------------------- |
| Alemania              | Corea del Sur         | Honduras              | México                |
| Arabia Saudita        | Costa Rica            | Inglaterra            | Nigeria               |
| Argentina             | Croacia               | Irlanda               | Paraguay              |
| Australia             | España                | Japón                 | Portugal              |
| Brasil                | Estados Unidos        | Kazajistán            | Uruguay               |
| Camerún               | Ghana                 | Malí                  | Zambia                |

## Resultados
- Los horarios corresponden a la hora de Abuya (UTC+1)
- Leyenda: Pts: Puntos; PJ: Partidos jugados; PG: Partidos ganados; PE: Partidos empatados; PP: Partidos perdidos; GF: Goles a favor; GC: Goles en contra; Dif: Diferencia de goles.

## Primera fase

### Grupo A
| Equipo     | Pts | PJ | PG | PE | PP | GF | GC | Dif |
| ---------- | --- | -- | -- | -- | -- | -- | -- | --- |
| Paraguay   | 6   | 3  | 2  | 0  | 1  | 5  | 6  | -1  |
| Nigeria    | 4   | 3  | 1  | 1  | 1  | 4  | 3  | 1   |
| Costa Rica | 4   | 3  | 1  | 1  | 1  | 4  | 5  | -1  |
| Alemania   | 3   | 3  | 1  | 0  | 2  | 5  | 4  | 1   |

| 3 de abril de 1999, 16:00 | Nigeria      | 1:1 (1:0) | Costa Rica          | Estadio Surelere, Lagos                                                   |                                                                           |
|                           | Aghahowa 20' | Reporte   | Meléndez 83' (pen.) | Asistencia: 37.500 espectadores Árbitro(s): Siarhei Shmolik (Bielorrusia) | Asistencia: 37.500 espectadores Árbitro(s): Siarhei Shmolik (Bielorrusia) |

| 4 de abril de 1999, 16:00 | Alemania                      | 4:0 (1:0) | Paraguay | Estadio Surelere, Lagos                                                |                                                                        |
|                           | Kern 44', 60', 69' · Falk 90' | Reporte   |          | Asistencia: 2.500 espectadores Árbitro(s): Mohamed Guezzaz (Marruecos) | Asistencia: 2.500 espectadores Árbitro(s): Mohamed Guezzaz (Marruecos) |

| 7 de abril de 1999, 16:00 | Nigeria                | 2:0 (0:0) | Alemania | Estadio Surelere, Lagos                                               |                                                                       |
|                           | Shittu 69' · Garba 81' | Reporte   |          | Asistencia: 20.000 espectadores Árbitro(s): Ángel Sánchez (Argentina) | Asistencia: 20.000 espectadores Árbitro(s): Ángel Sánchez (Argentina) |

| 7 de abril de 1999, 19:00 | Costa Rica | 1:3 (1:1) | Paraguay                               | Estadio Surelere, Lagos                                                 |                                                                         |
|                           | Garita 30' | Reporte   | Santa Cruz 26' · Vera 50' · Cuevas 66' | Asistencia: 18.000 espectadores Árbitro(s): Jan Wegereef (Países Bajos) | Asistencia: 18.000 espectadores Árbitro(s): Jan Wegereef (Países Bajos) |

| 10 de abril de 1999, 16:00 | Paraguay                     | 2:1 (2:1) | Nigeria    | Estadio Surelere, Lagos                                                 |                                                                         |
|                            | Fernández 9' · Maldonado 38' | Reporte   | Shittu 38' | Asistencia: 25.000 espectadores Árbitro(s): Jan Wegereef (Países Bajos) | Asistencia: 25.000 espectadores Árbitro(s): Jan Wegereef (Países Bajos) |

| 10 de abril de 1999, 19:00 | Costa Rica               | 2:1 (1:1) | Alemania | Estadio Surelere, Lagos                                               |                                                                       |
|                            | Brenes 33' · Santana 69' | Reporte   | Timm 38' | Asistencia: 22.000 espectadores Árbitro(s): Ángel Sánchez (Argentina) | Asistencia: 22.000 espectadores Árbitro(s): Ángel Sánchez (Argentina) |

### Grupo B
| Equipo     | Pts | PJ | PG | PE | PP | GF | GC | Dif |
| ---------- | --- | -- | -- | -- | -- | -- | -- | --- |
| Ghana      | 7   | 3  | 2  | 1  | 0  | 5  | 1  | 4   |
| Croacia    | 5   | 3  | 1  | 2  | 0  | 6  | 2  | 4   |
| Argentina  | 4   | 3  | 1  | 1  | 1  | 1  | 1  | 0   |
| Kazajistán | 0   | 3  | 0  | 0  | 3  | 1  | 9  | -8  |

| 4 de abril de 1999, 16:00 | Ghana           | 1:1 (0:1) | Croacia     | Estadio Amadu, Kaduna                                      |                                                            |
|                           | Ofori Quaye 68' | Reporte   | Deranja 22' | Asistencia: 16.000 espectadores Árbitro(s): Lu Jun (China) | Asistencia: 16.000 espectadores Árbitro(s): Lu Jun (China) |

| 4 de abril de 1999, 19:00 | Argentina     | 1:0 (1:0) | Kazajistán | Estadio Amadu, Kaduna                                                   |                                                                         |
|                           | Cambiasso 44' | Reporte   |            | Asistencia: 16.000 espectadores Árbitro(s): Claus Bo Larsen (Dinamarca) | Asistencia: 16.000 espectadores Árbitro(s): Claus Bo Larsen (Dinamarca) |

| 7 de abril de 1999, 16:00 | Ghana           | 1:0 (0:0) | Argentina | Estadio Amadu, Kaduna                                                  |                                                                        |
|                           | Ofori Quaye 76' | Reporte   |           | Asistencia: 5.000 espectadores Árbitro(s): Claus Bo Larsen (Dinamarca) | Asistencia: 5.000 espectadores Árbitro(s): Claus Bo Larsen (Dinamarca) |

| 7 de abril de 1999, 19:00 | Croacia                                                                | 5:1 (3:0) | Kazajistán   | Estadio Amadu, Kaduna                                     |                                                           |
|                           | Deranja 7' · Miladin 11' · Sabolcki 34' · Banovic 79' · Bjelanovic 88' | Reporte   | Urazayev 67' | Asistencia: 5.000 espectadores Árbitro(s): Lu Jun (China) | Asistencia: 5.000 espectadores Árbitro(s): Lu Jun (China) |

| 10 de abril de 1999, 16:00 | Ghana                   | 3:0 (0:0) | Kazajistán | Estadio Amadu, Kaduna                                                  |                                                                        |
|                            | Gyan 51', 69' · Adu 53' | Reporte   |            | Asistencia: 2.000 espectadores Árbitro(s): Claus Bo Larsen (Dinamarca) | Asistencia: 2.000 espectadores Árbitro(s): Claus Bo Larsen (Dinamarca) |

| 10 de abril de 1999, 19:00 | Croacia | 0:0     | Argentina | Estadio Amadu, Kaduna                                     |                                                           |
|                            |         | Reporte |           | Asistencia: 4.000 espectadores Árbitro(s): Lu Jun (China) | Asistencia: 4.000 espectadores Árbitro(s): Lu Jun (China) |

### Grupo C
| Equipo         | Pts | PJ | PG | PE | PP | GF | GC | Dif |
| -------------- | --- | -- | -- | -- | -- | -- | -- | --- |
| México         | 7   | 3  | 2  | 1  | 0  | 5  | 2  | 3   |
| Irlanda        | 6   | 3  | 2  | 0  | 1  | 6  | 1  | 5   |
| Australia      | 3   | 3  | 1  | 0  | 2  | 4  | 8  | -4  |
| Arabia Saudita | 1   | 3  | 0  | 1  | 2  | 2  | 6  | -4  |

| 4 de abril de 1999, 16:00 | Australia                                      | 3:1 (1:0) | Arabia Saudita | Estadio Liberty, Ibadán                                             |                                                                     |
|                           | Culina 29' · Maisano 72' · Al Garni 77' (a.g.) | Reporte   | Dabo 90'       | Asistencia: 2.000 espectadores Árbitro(s): Gustavo Méndez (Uruguay) | Asistencia: 2.000 espectadores Árbitro(s): Gustavo Méndez (Uruguay) |

| 4 de abril de 1999, 19:00 | México      | 1:0 (1:0) | Irlanda | Estadio Liberty, Ibadán                                          |                                                                  |
|                           | Márquez 10' | Reporte   |         | Asistencia: 3.000 espectadores Árbitro(s): Carlos Simón (Brasil) | Asistencia: 3.000 espectadores Árbitro(s): Carlos Simón (Brasil) |

| 7 de abril de 1999, 16:00 | Australia      | 1:3 (1:1) | México                                  | Estadio Liberty, Ibadán                                        |                                                                |
|                           | Sterjovski 45' | Reporte   | Márquez 2' · Rodríguez 58' · Osorno 83' | Asistencia: 500 espectadores Árbitro(s): Carlos Simón (Brasil) | Asistencia: 500 espectadores Árbitro(s): Carlos Simón (Brasil) |

| 7 de abril de 1999, 19:00 | Arabia Saudita | 0:2 (0:1) | Irlanda                | Estadio Liberty, Ibadán                                             |                                                                     |
|                           |                | Reporte   | McPhail 42' · Duff 65' | Asistencia: 1.000 espectadores Árbitro(s): Gustavo Méndez (Uruguay) | Asistencia: 1.000 espectadores Árbitro(s): Gustavo Méndez (Uruguay) |

| 10 de abril de 1999, 16:00 | Australia | 0:4 (0:1) | Irlanda                                           | Estadio Liberty, Ibadán                                           |                                                                   |
|                            |           | Reporte   | Sadlier 20' · Duff 73' · Healy 74' · Crossley 90' | Asistencia: 800 espectadores Árbitro(s): Gustavo Méndez (Uruguay) | Asistencia: 800 espectadores Árbitro(s): Gustavo Méndez (Uruguay) |

| 10 de abril de 1999, 19:00 | Arabia Saudita | 1:1 (1:1) | México       | Estadio Liberty, Ibadán                                                  |                                                                          |
|                            | Al Saqri 37'   | Reporte   | González 30' | Asistencia: 2.000 espectadores Árbitro(s): Siarhei Shmolik (Bielorrusia) | Asistencia: 2.000 espectadores Árbitro(s): Siarhei Shmolik (Bielorrusia) |

### Grupo D
| Equipo        | Pts | PJ | PG | PE | PP | GF | GC | Dif |
| ------------- | --- | -- | -- | -- | -- | -- | -- | --- |
| Malí          | 6   | 3  | 2  | 0  | 1  | 6  | 6  | 0   |
| Portugal      | 4   | 3  | 1  | 1  | 1  | 4  | 3  | 1   |
| Uruguay       | 4   | 3  | 1  | 1  | 1  | 2  | 2  | 0   |
| Corea del Sur | 3   | 3  | 1  | 0  | 2  | 5  | 6  | -1  |

| 5 de abril de 1999, 16:00 | Uruguay       | 1:2 (0:0) | Malí                   | Estadio Nnamdi Azikiwe, Enugu                                      |                                                                    |
|                           | Chevantón 65' | Reporte   | Camara 51' · Dissa 90' | Asistencia: 16.000 espectadores Árbitro(s): Zeljko Siric (Croacia) | Asistencia: 16.000 espectadores Árbitro(s): Zeljko Siric (Croacia) |

| 5 de abril de 1999, 19:00 | Corea del Sur | 1:3 (1:1) | Portugal                          | Estadio Nnamdi Azikiwe, Enugu                                         |                                                                       |
|                           | Kim 37'       | Reporte   | Sousa 27' · Simão 85', 90' (pen.) | Asistencia: 10.000 espectadores Árbitro(s): Ahmad Nabil Ayad (Líbano) | Asistencia: 10.000 espectadores Árbitro(s): Ahmad Nabil Ayad (Líbano) |

| 8 de abril de 1999, 16:00 | Uruguay      | 1:0 (1:0) | Corea del Sur | Estadio Nnamdi Azikiwe, Enugu                                     |                                                                   |
|                           | Chevantón 3' | Reporte   |               | Asistencia: 6.000 espectadores Árbitro(s): Zeljko Siric (Croacia) | Asistencia: 6.000 espectadores Árbitro(s): Zeljko Siric (Croacia) |

| 8 de abril de 1999, 19:00 | Malí                              | 2:1 (2:0) | Portugal  | Estadio Nnamdi Azikiwe, Enugu                                        |                                                                      |
|                           | Coulibaly 15' (pen.) · Ndiaye 45' | Reporte   | Costa 55' | Asistencia: 6.000 espectadores Árbitro(s): Ahmad Nabil Ayad (Líbano) | Asistencia: 6.000 espectadores Árbitro(s): Ahmad Nabil Ayad (Líbano) |

| 11 de abril de 1999, 16:00 | Uruguay | 0:0     | Portugal | Estadio Nnamdi Azikiwe, Enugu                                                   |                                                                                 |
|                            |         | Reporte |          | Asistencia: 4.000 espectadores Árbitro(s): Olufunmi Orimisan Olaniyan (Nigeria) | Asistencia: 4.000 espectadores Árbitro(s): Olufunmi Orimisan Olaniyan (Nigeria) |

| 11 de abril de 1999, 19:00 | Malí                     | 2:4 (0:3) | Corea del Sur                          | Estadio Nnamdi Azikiwe, Enugu                                     |                                                                   |
|                            | Dissa 57' · Bagayoko 60' | Reporte   | Seol 3', 35' · Na 22' (pen.) · Lee 69' | Asistencia: 4.000 espectadores Árbitro(s): Zeljko Siric (Croacia) | Asistencia: 4.000 espectadores Árbitro(s): Zeljko Siric (Croacia) |

### Grupo E
| Equipo         | Pts | PJ | PG | PE | PP | GF | GC | Dif |
| -------------- | --- | -- | -- | -- | -- | -- | -- | --- |
| Japón          | 6   | 3  | 2  | 0  | 1  | 6  | 3  | 3   |
| Estados Unidos | 6   | 3  | 2  | 0  | 1  | 5  | 4  | 1   |
| Camerún        | 6   | 3  | 2  | 0  | 1  | 4  | 4  | 0   |
| Inglaterra     | 0   | 3  | 0  | 0  | 3  | 0  | 4  | -4  |

| 5 de abril de 1999, 16:00 | Camerún        | 2:1 (0:0) | Japón        | Estadio Sani Abacha, Kano                                               |                                                                         |
|                           | Komol 72', 89' | Reporte   | Takahara 51' | Asistencia: 12.000 espectadores Árbitro(s): William Mattus (Costa Rica) | Asistencia: 12.000 espectadores Árbitro(s): William Mattus (Costa Rica) |

| 5 de abril de 1999, 19:00 | Inglaterra | 0:1 (0:1) | Estados Unidos | Estadio Sani Abacha, Kano                                        |                                                                  |
|                           |            | Reporte   | Califf 12'     | Asistencia: 19.000 espectadores Árbitro(s): Mourad Daami (Túnez) | Asistencia: 19.000 espectadores Árbitro(s): Mourad Daami (Túnez) |

| 8 de abril de 1999, 16:00 | Camerún           | 1:0 (0:0) | Inglaterra | Estadio Sani Abacha, Kano                                               |                                                                         |
|                           | Cooper 63' (a.g.) | Reporte   |            | Asistencia: 12.000 espectadores Árbitro(s): William Mattus (Costa Rica) | Asistencia: 12.000 espectadores Árbitro(s): William Mattus (Costa Rica) |

| 8 de abril de 1999, 19:00 | Japón                                             | 3:1 (1:0) | Estados Unidos | Estadio Abubarkar Tafawa Balewa, Bauchi                                  |                                                                          |
|                           | Downing 10' (a.g.) · Takahara 51' · Ogasawara 85' | Reporte   | Futagaki 74'   | Asistencia: 9.000 espectadores Árbitro(s): Arturo Daudén Ibáñez (España) | Asistencia: 9.000 espectadores Árbitro(s): Arturo Daudén Ibáñez (España) |

| 11 de abril de 1999, 16:00 | Camerún   | 1:3 (0:1) | Estados Unidos                    | Estadio Abubarkar Tafawa Balewa, Bauchi                                  |                                                                          |
|                            | Kioyo 63' | Reporte   | Twellman 38', 79' · Bocanegra 57' | Asistencia: 9.000 espectadores Árbitro(s): Arturo Daudén Ibáñez (España) | Asistencia: 9.000 espectadores Árbitro(s): Arturo Daudén Ibáñez (España) |

| 11 de abril de 1999, 19:00 | Japón                  | 2:0 (1:0) | Inglaterra | Estadio Abubarkar Tafawa Balewa, Bauchi                         |                                                                 |
|                            | Ishikawa 39' · Ono 48' | Reporte   |            | Asistencia: 9.000 espectadores Árbitro(s): Mourad Daami (Túnez) | Asistencia: 9.000 espectadores Árbitro(s): Mourad Daami (Túnez) |

### Grupo F
| Equipo   | Pts | PJ | PG | PE | PP | GF | GC | Dif |
| -------- | --- | -- | -- | -- | -- | -- | -- | --- |
| España   | 7   | 3  | 2  | 1  | 0  | 5  | 1  | 4   |
| Brasil   | 6   | 3  | 2  | 0  | 1  | 8  | 3  | 5   |
| Zambia   | 4   | 3  | 1  | 1  | 1  | 5  | 8  | -3  |
| Honduras | 0   | 3  | 0  | 0  | 3  | 4  | 10 | -6  |

| 5 de abril de 1999, 16:00 | Zambia                                          | 4:3 (2:2) | Honduras                  | Estadio U.J. Esuene, Calabar                                           |                                                                        |
|                           | Kampamba 18' · Makufi 45+2', 59' · Mbambara 82' | Reporte   | Suazo 11', 86' · León 41' | Asistencia: 12.000 espectadores Árbitro(s): Simon Micallef (Australia) | Asistencia: 12.000 espectadores Árbitro(s): Simon Micallef (Australia) |

| 5 de abril de 1999, 19:00 | España         | 2:0 (2:0) | Brasil | Estadio U.J. Esuene, Calabar                                           |                                                                        |
|                           | Gabri 14', 32' | Reporte   |        | Asistencia: 12.000 espectadores Árbitro(s): Felipe Ramos Rizo (México) | Asistencia: 12.000 espectadores Árbitro(s): Felipe Ramos Rizo (México) |

| 8 de abril de 1999, 16:00 | Zambia | 0:0     | España | Estadio U.J. Esuene, Calabar                                          |                                                                       |
|                           |        | Reporte |        | Asistencia: 8.000 espectadores Árbitro(s): Felipe Ramos Rizo (México) | Asistencia: 8.000 espectadores Árbitro(s): Felipe Ramos Rizo (México) |

| 8 de abril de 1999, 19:00 | Honduras | 0:3 (0:2) | Brasil                       | Estadio Liberation, Port Harcourt                                                |                                                                                  |
|                           |          | Reporte   | Edu 36', 69' · Matuzalem 39' | Asistencia: 16.000 espectadores Árbitro(s): Olufunmi Orimisan Olaniyan (Nigeria) | Asistencia: 16.000 espectadores Árbitro(s): Olufunmi Orimisan Olaniyan (Nigeria) |

| 11 de abril de 1999, 16:00 | Zambia     | 1:5 (1:2) | Brasil                                                                            | Estadio Liberation, Port Harcourt                                      |                                                                        |
|                            | Sinkala 8' | Reporte   | Ronaldinho 27' · Fábio Aurélio 45' · Fernando Baiano 65' · Mancini 71' · Gral 85' | Asistencia: 16.000 espectadores Árbitro(s): Simon Micallef (Australia) | Asistencia: 16.000 espectadores Árbitro(s): Simon Micallef (Australia) |

| 11 de abril de 1999, 19:00 | Honduras  | 1:3 (0:3) | España                             | Estadio Liberation, Port Harcourt                                       |                                                                         |
|                            | Oliva 76' | Reporte   | Pablo 11' · Varela 27' · Rubén 32' | Asistencia: 16.000 espectadores Árbitro(s): Mohamed Guezzaz (Marruecos) | Asistencia: 16.000 espectadores Árbitro(s): Mohamed Guezzaz (Marruecos) |

### Mejores terceros puestos
Los cuatro mejores de los terceros puestos avanzan a la segunda ronda.
| Equipo     | Gr | Pts | PJ | PG | PE | PP | GF | GC | Dif |
| ---------- | -- | --- | -- | -- | -- | -- | -- | -- | --- |
| Camerún    | E  | 6   | 3  | 2  | 0  | 1  | 4  | 4  | 0   |
| Uruguay    | D  | 4   | 3  | 1  | 1  | 1  | 2  | 2  | 0   |
| Argentina  | B  | 4   | 3  | 1  | 1  | 1  | 1  | 1  | 0   |
| Costa Rica | A  | 4   | 3  | 1  | 1  | 1  | 4  | 5  | -1  |
| Zambia     | F  | 4   | 3  | 1  | 1  | 1  | 5  | 8  | -3  |
| Australia  | C  | 3   | 3  | 1  | 0  | 2  | 4  | 8  | -4  |

Los emparejamientos de los octavos de final fueron definidos de la siguiente manera:
- Partido 1: 1.° del grupo D v 3.° del grupo B/E/F
- Partido 2: 2.° del grupo A v 2.° del grupo C
- Partido 3: 1.° del grupo F v 2.° del grupo E
- Partido 4: 1.° del grupo B v 3.° del grupo A/C/D
- Partido 5: 1.° del grupo A v 3.° del grupo C/D/E
- Partido 6: 2.° del grupo B v 2.° del grupo F
- Partido 7: 1.° del grupo E v 2.° del grupo D
- Partido 8: 1.° del grupo C v 3.° del grupo A/B/F

Los emparejamientos de los partidos 1, 4, 5 y 8 dependen de quienes sean los terceros lugares que se clasifiquen a los octavos de final. La siguiente tabla muestra las diferentes opciones para definir a los rivales de los ganadores de los grupos A, B, C y D.
     – Combinación que se dio en esta edición.
| Si los 4 mejores terceros son de los grupos: | El 1.° del grupo A juega con: | El 1.° del grupo B juega con: | El 1.° del grupo C juega con: | El 1.° del grupo D juega con: |
| -------------------------------------------- | ----------------------------- | ----------------------------- | ----------------------------- | ----------------------------- |
| A, B, C y D                                  | 3.° del grupo C               | 3.° del grupo D               | 3.° del grupo A               | 3.° del grupo B               |
| A, B, C y E                                  | 3.° del grupo C               | 3.° del grupo A               | 3.° del grupo B               | 3.° del grupo E               |
| A, B, C y F                                  | 3.° del grupo C               | 3.° del grupo A               | 3.° del grupo B               | 3.° del grupo F               |
| A, B, D y E                                  | 3.° del grupo D               | 3.° del grupo A               | 3.° del grupo B               | 3.° del grupo E               |
| A, B, D y F                                  | 3.° del grupo D               | 3.° del grupo A               | 3.° del grupo B               | 3.° del grupo F               |
| A, B, E y F                                  | 3.° del grupo E               | 3.° del grupo A               | 3.° del grupo B               | 3.° del grupo F               |
| A, C, D y E                                  | 3.° del grupo C               | 3.° del grupo D               | 3.° del grupo A               | 3.° del grupo E               |
| A, C, D y F                                  | 3.° del grupo C               | 3.° del grupo D               | 3.° del grupo A               | 3.° del grupo F               |
| A, C, E y F                                  | 3.° del grupo C               | 3.° del grupo A               | 3.° del grupo F               | 3.° del grupo E               |
| A, D, E y F                                  | 3.° del grupo D               | 3.° del grupo A               | 3.° del grupo F               | 3.° del grupo E               |
| B, C, D y E                                  | 3.° del grupo C               | 3.° del grupo D               | 3.° del grupo B               | 3.° del grupo E               |
| B, C, D y F                                  | 3.° del grupo C               | 3.° del grupo D               | 3.° del grupo B               | 3.° del grupo F               |
| B, C, E y F                                  | 3.° del grupo E               | 3.° del grupo C               | 3.° del grupo B               | 3.° del grupo F               |
| B, D, E y F                                  | 3.° del grupo E               | 3.° del grupo D               | 3.° del grupo B               | 3.° del grupo F               |
| C, D, E y F                                  | 3.° del grupo C               | 3.° del grupo D               | 3.° del grupo F               | 3.° del grupo E               |

## Segunda fase
|  | Octavos de final | Octavos de final |               |       | Cuartos de final | Cuartos de final |  |  | Semifinales | Semifinales |  |  | Final       | Final       |
|  | 14 y 15 de abril | 14 y 15 de abril |               |       | 18 de abril      | 18 de abril      |  |  | 21 de abril | 21 de abril |  |  | 24 de abril | 24 de abril |
|  |                  |                  |               |       |                  |                  |  |  |             |             |  |  |             |             |
|  |                  |                  |               |       |                  |                  |  |  |             |             |  |  |             |             |
|  |                  |                  |               |       |                  |                  |  |  |             |             |  |  |             |             |
|  | Malí (t.s.)      | 5                |               |       |                  |                  |  |  |             |             |  |  |             |             |
|  | Malí (t.s.)      | 5                |               |       |                  |                  |  |  |             |             |  |  |             |             |
|  | Camerún          | 4                |               |       |                  |                  |  |  |             |             |  |  |             |             |
|  | Camerún          | 4                | Malí          | 3     |                  |                  |  |  |             |             |  |  |             |             |
|  |                  |                  |               | 3     |                  |                  |  |  |             |             |  |  |             |             |
|  |                  | Nigeria          | 1             |       |                  |                  |  |  |             |             |  |  |             |             |
|  | Irlanda          | Nigeria          | 1             | 1 (3) |                  |                  |  |  |             |             |  |  |             |             |
|  | Irlanda          |                  |               | 1 (3) |                  |                  |  |  |             |             |  |  |             |             |
|  | Nigeria (pen.)   | 1 (5)            |               |       |                  |                  |  |  |             |             |  |  |             |             |
|  | Nigeria (pen.)   | 1 (5)            | Malí          | 1     |                  |                  |  |  |             |             |  |  |             |             |
|  |                  |                  |               | 1     |                  |                  |  |  |             |             |  |  |             |             |
|  |                  | España           | 3             |       |                  |                  |  |  |             |             |  |  |             |             |
|  | España           | España           | 3             | 3     |                  |                  |  |  |             |             |  |  |             |             |
|  | España           |                  |               | 3     |                  |                  |  |  |             |             |  |  |             |             |
|  | Estados Unidos   | 2                |               |       |                  |                  |  |  |             |             |  |  |             |             |
|  | Estados Unidos   | 2                | España (pen.) | 1 (8) |                  |                  |  |  |             |             |  |  |             |             |
|  |                  |                  |               | 1 (8) |                  |                  |  |  |             |             |  |  |             |             |
|  |                  | Ghana            | 1 (7)         |       |                  |                  |  |  |             |             |  |  |             |             |
|  | Ghana            | Ghana            | 1 (7)         | 2     |                  |                  |  |  |             |             |  |  |             |             |
|  | Ghana            |                  |               | 2     |                  |                  |  |  |             |             |  |  |             |             |
|  | Costa Rica       | 0                |               |       |                  |                  |  |  |             |             |  |  |             |             |
|  | Costa Rica       | 0                | España        | 4     |                  |                  |  |  |             |             |  |  |             |             |
|  |                  |                  |               | 4     |                  |                  |  |  |             |             |  |  |             |             |
|  |                  | Japón            | 0             |       |                  |                  |  |  |             |             |  |  |             |             |
|  | Paraguay         | Japón            | 0             | 2 (9) |                  |                  |  |  |             |             |  |  |             |             |
|  | Paraguay         |                  |               | 2 (9) |                  |                  |  |  |             |             |  |  |             |             |
|  | Uruguay (pen.)   | 2 (10)           |               |       |                  |                  |  |  |             |             |  |  |             |             |
|  | Uruguay (pen.)   | 2 (10)           | Uruguay       | 2     |                  |                  |  |  |             |             |  |  |             |             |
|  |                  |                  |               | 2     |                  |                  |  |  |             |             |  |  |             |             |
|  |                  | Brasil           | 1             |       |                  |                  |  |  |             |             |  |  |             |             |
|  | Brasil           | Brasil           | 1             | 4     |                  |                  |  |  |             |             |  |  |             |             |
|  | Brasil           |                  |               | 4     |                  |                  |  |  |             |             |  |  |             |             |
|  | Croacia          | 0                |               |       |                  |                  |  |  |             |             |  |  |             |             |
|  | Croacia          | 0                | Uruguay       | 1     |                  |                  |  |  |             |             |  |  |             |             |
|  |                  |                  |               | 1     |                  |                  |  |  |             |             |  |  |             |             |
|  |                  | Japón            | 2             |       |                  |                  |  |  |             |             |  |  |             |             |
|  | Japón (pen.)     | Japón            | 2             | 1 (5) |                  |                  |  |  |             |             |  |  |             |             |
|  | Japón (pen.)     |                  |               | 1 (5) |                  |                  |  |  |             |             |  |  |             |             |
|  | Portugal         | 1 (4)            |               |       |                  |                  |  |  |             |             |  |  |             |             |
|  | Portugal         | 1 (4)            | Japón         | 2     |                  |                  |  |  |             |             |  |  |             |             |
|  |                  |                  |               | 2     |                  |                  |  |  |             |             |  |  |             |             |
|  |                  | México           | 0             |       |                  |                  |  |  |             |             |  |  |             |             |
|  | México           | México           | 0             | 4     |                  |                  |  |  |             |             |  |  |             |             |
|  | México           |                  |               | 4     |                  |                  |  |  |             |             |  |  |             |             |
|  | Argentina        | 1                |               |       |                  |                  |  |  |             |             |  |  |             |             |
|  | Argentina        | 1                |               |       |                  |                  |  |  |             |             |  |  |             |             |

### Octavos de final
| 14 de abril de 1999, 16:00 | Irlanda                             | 1:1 (1:1, 1:0) (t. s.)(3:5 p.) | Nigeria                                       | Estadio Sani Abacha, Kano                                  |                                                            |
|                            | Sadlier 35'                         | Reporte                        | Ikedia 70'                                    | Asistencia: 20.000 espectadores Árbitro(s): Lu Jun (China) | Asistencia: 20.000 espectadores Árbitro(s): Lu Jun (China) |
|                            |                                     | Tiros desde el punto penal     |                                               |                                                            |                                                            |
|                            | Crossley · Donnolly · Heary · Quinn |                                | Ikedia · Okunowo · Aranka · Dombraye · Shittu |                                                            |                                                            |

| 14 de abril de 1999, 16:00 | Ghana                         | 2:0 (1:0) | Costa Rica | Estadio Amadu, Kaduna                                                    |                                                                          |
|                            | Afriyie 18' · Ofori Quaye 82' | Reporte   |            | Asistencia: 1.000 espectadores Árbitro(s): Arturo Daudén Ibáñez (España) | Asistencia: 1.000 espectadores Árbitro(s): Arturo Daudén Ibáñez (España) |

| 14 de abril de 1999, 19:00 | Paraguay | 2:2 (2:2, 0:1) (t. s.)(9:10 p.) | Uruguay | Estadio Surelere, Lagos                                               |                                                                       |
|                            | Santa Cruz 62' (pen.), 86'                                                                                          | Reporte                         | Chevantón 32' · Forlán 49'                                                                                  | Asistencia: 1.500 espectadores Árbitro(s): Felipe Ramos Rizo (México) | Asistencia: 1.500 espectadores Árbitro(s): Felipe Ramos Rizo (México) |
|                            | | Tiros desde el punto penal      | |                                                                       |                                                                       |
|                            | Santa Cruz · Maldonado · Escobar · Blanco · Da Silva · Florentín · Domínguez · Vera · Cuevas · Giménez · Santa Cruz |                                 | Canobbio · Cardozo · Pellegrín · Carini · Anchén · Sorondo · Correa · Machado · Carreño · Carini · Canobbio |                                                                       |                                                                       |

| 14 de abril de 1999, 19:00 | Brasil                                                            | 4:0 (2:0) | Croacia | Estadio U.J. Esuene, Calabar                                          |                                                                       |
|                            | Ronaldinho 21' (pen.), 45' · Fernando Baiano 48' (pen.) · Edú 68' | Reporte   |         | Asistencia: 12.000 espectadores Árbitro(s): Ahmad Nabil Ayad (Líbano) | Asistencia: 12.000 espectadores Árbitro(s): Ahmad Nabil Ayad (Líbano) |

| 15 de abril de 1999, 16:00 | Japón                                      | 1:1 (1:1, 0:0) (t. s.)(5:4 p.) | Portugal                                     | Estadio Abubarkar Tafawa Balewa, Bauchi                                |                                                                        |
|                            | Endō 48'                                   | Reporte                        | Marco Claudio 80'                            | Asistencia: 8.000 espectadores Árbitro(s): Mohamed Guezzaz (Marruecos) | Asistencia: 8.000 espectadores Árbitro(s): Mohamed Guezzaz (Marruecos) |
|                            |                                            | Tiros desde el punto penal     |                                              |                                                                        |                                                                        |
|                            | Ono · Nakata · Motoyama · Takahara · Sakai |                                | Simão · Marco Cláudio · Sousa · Costa · Leal |                                                                        |                                                                        |

| 15 de abril de 1999, 16:00 | España                    | 3:2 (3:0) | Estados Unidos    | Estadio Liberation, Port Harcourt                                 |                                                                   |
|                            | Pablo 15', 32' · Xavi 19' | Reporte   | Twellman 49', 90' | Asistencia: 15.600 espectadores Árbitro(s): Carlos Simón (Brasil) | Asistencia: 15.600 espectadores Árbitro(s): Carlos Simón (Brasil) |

| 15 de abril de 1999, 19:00 | México                                         | 4:1 (0:1) | Argentina   | Estadio Liberty, Ibadán                                                   |                                                                           |
|                            | Osorno 52' · Rodríguez 55', 67' · González 88' | Reporte   | Galleti 41' | Asistencia: 16.000 espectadores Árbitro(s): Siarhei Shmolik (Bielorrusia) | Asistencia: 16.000 espectadores Árbitro(s): Siarhei Shmolik (Bielorrusia) |

| 15 de abril de 1999, 19:00 | Malí                                                    | 5:4 (4:4, 1:3) (t. s.) | Camerún                                | Estadio Nnamdi Azikiwe, Enugu                                        |                                                                      |
|                            | Ndiaye 9' · Bagayoko 67' · Camara 83' · Dissa 90', 104' | Reporte                | Komol 10', 74' · Mbami 23' · Kioyo 26' | Asistencia: 4.000 espectadores Árbitro(s): Ángel Sánchez (Argentina) | Asistencia: 4.000 espectadores Árbitro(s): Ángel Sánchez (Argentina) |

### Cuartos de final
| 18 de abril de 1999, 16:00 | Uruguay                          | 2:1 (1:1) | Brasil              | Estadio Surelere, Lagos                                          |                                                                  |
|                            | Anchen 44' · Canobbio 86' (pen.) | Reporte   | Fernando Baiano 27' | Asistencia: 10.000 espectadores Árbitro(s): Mourad Daami (Túnez) | Asistencia: 10.000 espectadores Árbitro(s): Mourad Daami (Túnez) |

| 18 de abril de 1999, 16:00 | Malí                          | 3:1 (2:1) | Nigeria   | Estadio Nnamdi Azikiwe, Enugu                                             |                                                                           |
|                            | Bagayoko 1', 72' · Diarra 44' | Reporte   | Garba 17' | Asistencia: 22.000 espectadores Árbitro(s): Siarhei Shmolik (Bielorrusia) | Asistencia: 22.000 espectadores Árbitro(s): Siarhei Shmolik (Bielorrusia) |

| 18 de abril de 1999, 19:00 | Japón                 | 2:0 (2:0) | México | Estadio Liberty, Ibadán                                                 |                                                                         |
|                            | Motoyama 4' · Ono 24' | Reporte   |        | Asistencia: 17.000 espectadores Árbitro(s): Claus Bo Larsen (Dinamarca) | Asistencia: 17.000 espectadores Árbitro(s): Claus Bo Larsen (Dinamarca) |

| 18 de abril de 1999, 19:00 | España                                                                            | 1:1 (1:1, 0:0) (t. s.)(8:7 p.) | Ghana                                                                         | Estadio Amadu, Kaduna                                                   |                                                                         |
|                            | Barkero 54' (pen.)                                                                | Reporte                        | Ofori Quaye 90'                                                               | Asistencia: 19.000 espectadores Árbitro(s): William Mattus (Costa Rica) | Asistencia: 19.000 espectadores Árbitro(s): William Mattus (Costa Rica) |
|                            |                                                                                   | Tiros desde el punto penal     |                                                                               |                                                                         |                                                                         |
|                            | Xavi · Lombardero · Yeste · García · Jusué · Bermudo · Marchena · Orbaiz · Varela |                                | Ansah · Razak · Appiah · Amuzu · Mohammed · Gyan · Abdul · Ofori-Quaye · Blay |                                                                         |                                                                         |

### Semifinales
| 21 de abril de 1999, 16:00 | Malí      | 1:3 (0:2) | España                    | Estadio Amadu, Kaduna                                      |                                                            |
|                            | Dissa 51' | Reporte   | Varela 2', 25' · Xavi 90' | Asistencia: 16.000 espectadores Árbitro(s): Lu Jun (China) | Asistencia: 16.000 espectadores Árbitro(s): Lu Jun (China) |

| 21 de abril de 1999, 19:00 | Uruguay       | 1:2 (1:2) | Japón                    | Estadio Surelere, Lagos                                               |                                                                       |
|                            | Chevantón 24' | Reporte   | Takahara 23' · Nagai 35' | Asistencia: 8.000 espectadores Árbitro(s): Simon Micallef (Australia) | Asistencia: 8.000 espectadores Árbitro(s): Simon Micallef (Australia) |

### Tercer lugar
| 24 de abril de 1999, 14:00 | Uruguay | 0:1 (0:1) | Malí      | Estadio Surelere, Lagos                                            |                                                                    |
|                            |         | Reporte   | Keïta 30' | Asistencia: 38.000 espectadores Árbitro(s): Zeljko Siric (Croacia) | Asistencia: 38.000 espectadores Árbitro(s): Zeljko Siric (Croacia) |

### Final
| 24 de abril de 1999, 17:00 | Japón | 0:4 (0:3) | España                                  | Estadio Surelere, Lagos                                               |                                                                       |
|                            |       | Reporte   | Barkero 5' · Pablo 14', 33' · Gabri 51' | Asistencia: 38.000 espectadores Árbitro(s): Ángel Sánchez (Argentina) | Asistencia: 38.000 espectadores Árbitro(s): Ángel Sánchez (Argentina) |

#### Campeón
|                            |
| Bandera de España          |
| Campeón España 1.er título |

## Posiciones finales

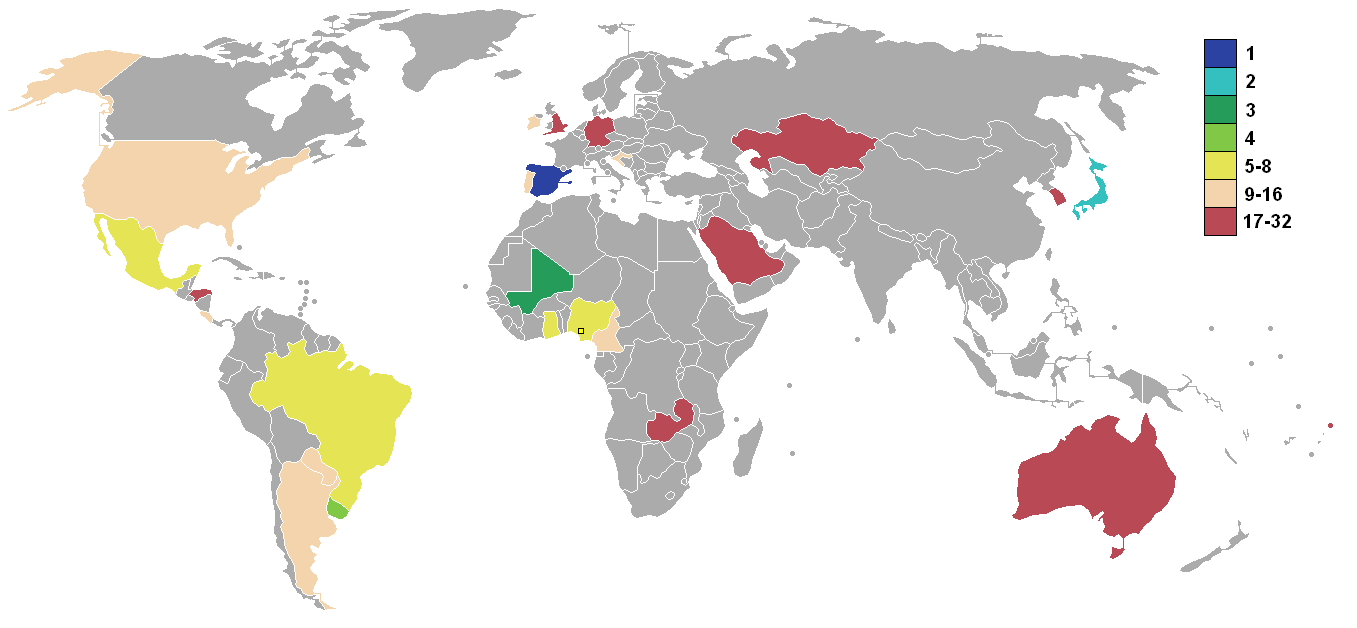
Mapa de los resultados

| Equipo | Equipo         | Pts | PJ | PG | PE | PP | GF | GC | Dif |
| ------ | -------------- | --- | -- | -- | -- | -- | -- | -- | --- |
| 1      | España         | 17  | 7  | 5  | 2  | 0  | 16 | 5  | +11 |
| 2      | Japón          | 13  | 7  | 4  | 1  | 2  | 11 | 9  | +2  |
| 3      | Malí           | 15  | 7  | 5  | 0  | 2  | 16 | 14 | +2  |
| 4      | Uruguay        | 8   | 7  | 2  | 2  | 3  | 7  | 8  | -1  |
| 5      | Ghana          | 11  | 5  | 3  | 2  | 0  | 8  | 2  | +6  |
| 6      | México         | 10  | 5  | 3  | 1  | 1  | 9  | 5  | +4  |
| 7      | Brasil         | 9   | 5  | 3  | 0  | 2  | 13 | 5  | +8  |
| 8      | Nigeria        | 5   | 5  | 1  | 2  | 2  | 6  | 7  | -1  |
| 9      | Irlanda        | 7   | 4  | 2  | 1  | 1  | 7  | 2  | +5  |
| 10     | Paraguay       | 7   | 4  | 2  | 1  | 1  | 7  | 8  | -1  |
| 11     | Estados Unidos | 6   | 4  | 2  | 0  | 2  | 7  | 7  | 0   |
| 12     | Camerún        | 6   | 4  | 2  | 0  | 2  | 8  | 9  | -1  |
| 13     | Portugal       | 5   | 4  | 1  | 2  | 1  | 5  | 4  | +1  |
| 14     | Croacia        | 5   | 4  | 1  | 2  | 1  | 6  | 6  | 0   |
| 15     | Costa Rica     | 4   | 4  | 1  | 1  | 2  | 4  | 7  | -3  |
| 16     | Argentina      | 4   | 4  | 1  | 1  | 2  | 2  | 5  | -3  |
| 17     | Zambia         | 4   | 3  | 1  | 1  | 1  | 5  | 8  | -3  |
| 18     | Alemania       | 3   | 3  | 1  | 0  | 2  | 5  | 4  | +1  |
| 19     | Corea del Sur  | 3   | 3  | 1  | 0  | 2  | 5  | 6  | -1  |
| 20     | Australia      | 3   | 3  | 1  | 0  | 2  | 4  | 8  | -4  |
| 21     | Arabia Saudita | 1   | 3  | 0  | 1  | 2  | 2  | 6  | -4  |
| 22     | Inglaterra     | 0   | 3  | 0  | 0  | 3  | 0  | 4  | -4  |
| 23     | Honduras       | 0   | 3  | 0  | 0  | 3  | 4  | 10 | -6  |
| 24     | Kazajistán     | 0   | 3  | 0  | 0  | 3  | 1  | 9  | -8  |

## Premios
| Balón de Oro        | Balón de Plata  | Balón de Bronce |
| ------------------- | --------------- | --------------- |
| Seydou Keïta        | Pius Ikedia     | Pablo Couñago   |
| Botín de Oro        | Botín de Plata  | Botín de Bronce |
| Pablo Couñago       | Mahamadou Dissa | Gaspard Komol   |
| 5 goles             | 5 goles         | 4 goles         |
| Premio al Fair Play |                 |                 |
| Croacia             |                 |                 |